# Sozialakademie der Arbeiterkammer
Die Sozialakademie der Arbeiterkammer (kurz Sozialakademie oder SOZAK) wurde 1949 auf Initiative des Präsidenten der Wiener Arbeiterkammer, Karl Mantler, und seines Vorgängers Karl Weigl als Bildungseinrichtung gegründet. Ihr Rechtsträger war und ist die Kammer für Arbeiter und Angestellte für Wien, eine vergleichbare eigenständige bundesweite Organisation, wie den Österreichischen Arbeiterkammertag (ÖAKT) und später die Bundesarbeitskammer (BAK), gab es damals noch nicht. Die Ausbildung stand aber Teilnehmern aus ganz Österreich zur Verfügung.
Die Sozialakademie ist Ausbildungsstätte für Bedienstete der Arbeiterkammern, für Gewerkschaftssekretäre und Betriebsräte, die in den Gebieten der Arbeitsverfassung, des Sozialrechts und der Betriebswirtschaft in einem einjährigen (10-monatigen) Lehrgang geschult werden und damit eine breit gefächerte Ausbildung für Arbeitnehmervertreter erhalten. Neben der fundierten Grundausbildung werden anhand von Projekten auch methodische und persönliche Kompetenzen gefördert. In den ersten 50 Jahren seit Bestehen der Sozialakademie absolvierten 1.683 Personen aus ganz Österreich den Lehrgang.
Die Bildungsstätte war anfangs im K.-Weigl-Schulungsheim im westlichsten Teil von Mödling an der Grenze zu Hinterbrühl an der Brühler Straße 73 untergebracht, das für den zweiten Jahrgang der Ausbildung mit Anfang September 1950 bezugsfertig war. Der erste Jahrgang wurde noch im  ÖGB-Bildungsheim Neuwaldegg abgehalten. Das Schulungsheim in Mödling wurde im Jahr 2007 geschlossen. Seitdem ist die Sozialakademie im Bildungszentrum in der Theresianumgasse beheimatet. Das Schulungsheim ist abgetragen, an seinem Ort wurde unter dem Namen „Gartenpark am kleinen Anninger“ eine Wohnhausanlage errichtet.
Diese Sozialakademie ist nicht zu verwechseln mit der Akademie für Gesundheits- und Sozialberufe, die landläufig auch Sozialakademie genannt wird.